# America. Ultima frontiera
America. Ultima frontiera (America: The Story of Us) è una miniserie docu-drama statunitense del 2010, andata in onda su History.

## Produzione
Prodotto da Nutopia, il programma ripropone più di 400 anni di storia americana (e della conseguenti creazioni di nuove tecnologie che hanno cambiato la storia della nazione e del mondo). Essa percorrerà il periodo dell'eredità inglese di Jamestown a partire dal 1607 fino ad oggi. Narrato nell'originale da Liev Schreiber, la serie ricrea molti eventi storici usando attori travestiti con abiti d'epoca e effetti speciali generati al computer. La miniserie ha ricevuto recensioni contrastanti dai critici, attirando particolarmente il pubblico più grande.

## Distribuzione
Negli Stati Uniti la miniserie è stata trasmessa in dodici parti tra il 25 aprile e il 31 maggio 2010 su History. In Italia è andata anch'essa su History dal 20 novembre 2010.

## Puntate
| N° | Titolo originale | Titolo italiano                    | Prima TV USA   | Prima TV ITA     |
| -- | ---------------- | ---------------------------------- | -------------- | ---------------- |
| 1  | Rebels           | Lo spirito dei ribelli             | 25 aprile 2010 | 20 ottobre 2010  |
| 2  | Revolution       | L’indipendenza delle colonie       | 25 aprile 2010 | 20 ottobre 2010  |
| 3  | Westward         | In cerca di fortuna                | 2 maggio 2010  | 27 ottobre 2010  |
| 4  | Division         | L’alba della guerra                | 2 maggio 2010  | 3 novembre 2010  |
| 5  | Civil War        | La guerra civile                   | 9 maggio 2010  | 10 novembre 2010 |
| 6  | Heartland        | Il grande West                     | 9 maggio 2010  | 17 novembre 2010 |
| 7  | Cities           | Le prime metropoli                 | 16 maggio 2010 | 24 novembre 2010 |
| 8  | Boom             | Il boom dell’oro nero              | 16 maggio 2010 | 1º dicembre 2010 |
| 9  | Bust             | La grande depressione              | 23 maggio 2010 | 8 dicembre 2010  |
| 10 | World War II     | La Seconda Guerra Mondiale         | 23 maggio 2010 | 15 dicembre 2010 |
| 11 | Superpower       | Gli ultimi 50 anni (Prima parte)   | 31 maggio 2010 | 22 dicembre 2010 |
| 12 | Millennium       | Gli ultimi 50 anni (Seconda parte) | 31 maggio 2010 | 29 dicembre 2010 |